# Фалютинская, Вера Евгеньевна
Вера Евгеньевна Фалютинская (род. 4 сентября 1962, Ленинград) — советская и российская актриса театра и кино.

## Биография
Окончила ЛГИТМиК (мастерская Р. Агамирзяна). Работала в Петрозаводском государственном русском драматическом театре, Театре «Эрмитаж», Московском театре Киноактёра, Театре «Драматург». В настоящее время является актрисой Театра «Мир искусства» и сотрудничает с Театром «О’Кей». Член Союза театральных деятелей РФ с 1992 года.

## Творчество

### Сценография

#### Петрозаводский государственный русский драматический Театр
- «Полоумный Журден» (М. Булгаков) — Арманда де Мольер
- «Лето и дым» (Т. Уильямс) — Нэлли Юэлл
- «Белоснежка и семь гномов» (Л. Устинов, О. Табаков) — Белоснежка
- «Дни нашей жизни» (Л. Андреев) — Ольга Николаевна
- «Высшая мера» (В. Арро) — Соня Земскова
- «Восемь любящих женщин» (Р. Тома) — Катрин
- «Честный авантюрист» (К. Гольдони) — Элеонора

#### Московский театр Миниатюр (Эрмитаж)
- «Как это было» (И. Ильф, Е. Петров) — Катя Пернатова
- «Чехонте в Эрмитаже» (А. Чехов) — Женщина без предрассудков

#### Московский театр Киноактёра
- «Дурочка» (Лопе де Вега) — Селья
- «Комедия ошибок» (У. Шекспир) — Люциана

#### Московский театр «Драматург»
- «Дружина» (М. Рощин) — Перепрыжкина
- «Отпуск по ранению» (В. Кондратьев) — Тоня
- «Бемби» (Ф. Зальтен) — Фалина
- «Обочина» (В. Сквирский) — Мария

#### Антреприза. Фора — театр (проект «Фора-фильм») (премьера 1990 г.)
- «M. Butterfly» (Дэвид Г. Хуан; постановка Р. Виктюка) — Хельга

#### Московский авторский театр Александра Кравцова «Мир искусства»
(реж. А. М. Кравцов)
- «Материнское сердце» (Василий Шукшин) — Рита
- «Человек и джентльмен» (Эдуардо Де Филиппо) — Виола

(все ниженазванные роли в пьесах А. Кравцова написаны на В. Фалютинскую)
- «Белый вальс» — Татьяна
- «Последняя Осень (Сергей Есенин)» — Августа Миклашевская
- «Ночь сказок» — Графиня, Герцогиня, Шахиня (наст. время)
- «Грешным делом» — Нелли Сократовна (наст. время)
- «Виной всему была её корона» — княгиня Екатерина Романовна Да̀шкова (наст. время)

#### Антреприза. Московский театр «О’Кей»
- Ив Жамиак «Мадам, мы едем в Акапулько» (премьера 2003 года)

Постановка О. Шведовой (Канада), Нат — Ольга Остроумова, Жером — Владимир Стеклов, Мартина — Вера Фалютинская, Дени — Иван Шабалтас, Лоран — Михаил Левитин.
Спектакли «Мадам, мы едем в Акапулько» шли в Москве, гастроли: в более 120 городах России, в Белоруссии, в Прибалтике, Германии, (2003—2006), Армении, Бельгии, Голландии (2007).

### Фильмография
- 1985 — Картина — Варя в молодости
- 1986 — Люби меня, как я тебя — продавщица детских игрушек
- 1992 — Давайте без фокусов! — Светлана, инспектор детской
- 1994 — Графиня Шереметева — княгиня Голицына
- 2004 — 2013 — Кулагин и партнёры — эпизоды
- 2007 — Ералаш (выпуск № 215, сюжет «Экипаж»)[1] — пассажирка самолёта
- 2007 — Безмолвный свидетель 2 — Людмила Воронова
- 2007 — Старые долги — Ирина Петровна
- 2008 — Женщина с фиалками — Нина Андреевна Сухоребрая
- 2008 — Закон и порядок: Преступный умысел 3 — Стелла
- 2008 — След — Ольга Гречихина
- 2009 — Вернуть на доследование — Татьяна Викторовна
- 2009 — Тайные знаки — императрица Александра Фёдоровна Романова
- 2009 — Дольше века — Лидия Глебовна Державина
- 2010 — Вы заказывали убийство — Лидия Степановна
- 2010 — Зверобой 2 — Ольга Николаевна Савина
- 2010 — Новая жизнь сыщика Гурова. Продолжение — Галина Шибаева
- 2010 — Химик — мать Ларисы
- 2011—2012 — Хозяйка моей судьбы — Инна, подруга Милы
- 2014 — Марьина роща-2
- Снималась в киножурнале «Ералаш».

## Призы и награды
- Награждена Почётной грамотой Министерства культуры Российской Федерации за большой вклад в развитие культуры. Приказ № 1042-вн от 16.12.2011 г.